# カイン (漫画)
『カイン』は、内水融による日本の漫画。中華風の世界を舞台としたファンタジー漫画である。

## あらすじ
機動国家「煉」が大陸の六割を支配する戦乱の世。機道士・カインは、悲しき因縁を胸に、反煉組織「虎潘」の一員として煉と戦う。

## 用語
鬼傀（きかい）
特別な術を施すことで人体から形成される装置。自然界に存在する方気と呼ばれるエネルギーを元に動く。素質が無いものが術を受けた場合鬼傀が構成されないだけでなく、人体も泥のように崩れ去り死亡する。鬼傀によって様々な性能を持つ。中にはナノマシンのように粒子状の無数の鬼傀の集合体で構成される鬼傀もあり、それを宿した者は「萃魄（すいはく）」と呼ばれ、水晶のような「魄核」で全身の鬼傀を司る。
機道士（きどうし）
鬼傀を宿すことに成功した者を機道士という。鬼傀化された部分がサイボーグのようになっている。鬼傀化された部分が大きい機道士ほど強大な力を発揮できるが、鬼傀化した際に精神や人格を破壊される者が多い。基本的に一度得た鬼傀の変更は不可能だが、鬼傀領域が人体の50%を超える機道士は他の機道士の「魄核」を埋め込むことで、後天的に鬼傀を無数の粒子状の鬼傀である萃魄に変えることが出来る。
繕軀師（ぜんくし）
鬼傀を修復することができる者を繕軀師という。
煉（れん）
本作品の舞台である、大陸全土を支配する軍事国家である。多くの機道士を擁し、人民を恐怖で支配している。六旗将（ろっきしょう）という、萃魄を搭載した機道士が軍を統率する。
読切版でも名前のみ登場。
虎潘（こはん）
煉に対抗する機道士の集団。鬼傀が宿った際に精神を破壊されずに済み、煉から脱走した者で構成されている。
読切版ではカインの生まれ故郷の小国とされていた。

## 登場人物

### 主要人物
カイン
本作品の主人公。一人称は「私」。「零號（れいごう）」と呼ばれた煉の実験体である。鬼傀を破壊する破傀掌（はかいしょう）と呼ばれる鬼傀を身体に搭載している。反煉組織「虎潘」の一員で、煉国王ライエンを倒すために旅をしている。明るい性格でいつも笑顔が絶えなく、ムードメーカー的存在になっている。
破傀掌（はかいしょう）
腹部から非常に強い磁気を纏った掌を突き出し、相手の鬼傀を破壊する。
破傀閃（はかいせん）
萃魄を宿したこと得た技。超磁力による光の掌のようなもので相手の鬼傀を破壊する。
破傀輪（はかいりん）
萃魄を宿したこと得た技。超磁力で広範囲を包み、その中の鬼傀を全て破壊する。自らの命と引き換えに使える大技。
ロウガ（じぃ）
カインの目付け役。蘇信鏡としてカインの首からぶらさがっている。単行本3巻加筆に人間時代の姿が登場したが、筋骨隆々の老人だった。
メイファ
金鄲前領主の娘。正義感が強く、カインの協力者となる。中華拳法の使い手。
読切版では微妙に名前が異なる。匪賊に攫われ慰み者にされそうになっていたが、カインとヨウガイにより救出される。

### 虎潘
オウマ
反煉武装組織 虎潘の総帥。機道士。鬼傀によって飛行することができ、翔天君との称号を得ている。かつて六旗将を打ち倒すが、その代償として右目を失っている。
かつてはライエンとは戦友で、共に機道を得た。ライエンには当初から機道の危険性を示唆していたが受け入れられず、煉の建国までは協力するも後に袂を分かった。
ヨウガイ
カインと同様虎潘の機道士。女性に目がない性格で、初対面のメイファらをいきなりナンパしにきた。軽い言動をしているが、その一方で深くを見通す洞察力を持つ。足に搭載された鬼傀を使う。
読切版とは大きく外見が異なる。また、読切版ではメイファ（のモデルになったヒロイン）に恋心を抱いている描写もあった。
地兎脚（ちときゃく）
猛スピードで突進し、蹴りによって鬼傀を破壊する。
エンウン
虎潘の機道士の一人で変装の達人。六旗将の一人に化け、内部調査を行っていた。彼が宿す鬼傀は、変装能力のみ有しており、戦闘タイプではない。

### 煉
ライエン
大陸を支配する煉王。
カイン、ティエンの父で、オウマとはかつて共に機道の力を授かり、煉国を建国した仲だった。恐らくオウマと共に機道の力を授かった際に、ライエンのみ心が壊れた。
単行本加筆に登場したその素顔はカインを思わせる物だった。彼の前に立ちはだかったカインを圧倒するが、破傀輪でカインと大勢の部下諸共消滅した。
空掌（くうしょう）
右手を構成する鬼傀。視界内であれば自在に空間を超越し、相手を体内から握り潰すことが可能。

#### 六旗将
シュコウ（ティエン）
カインの実弟。長髪の美男子で、少し見ただけでは女性と間違えるほど。元々は内気で心優しい性格だったが、機道の施術を施された上に、ライエンによって記憶に操作を加えられたことで、残忍で人を何人殺すことも厭わない性格に変貌する。兄であるカインに嫉妬に似た尊敬を抱いていた。。かつて、機道士1000人分の戦力を凌駕する「虎藩」の精鋭部隊100人を一人で全滅させたことがある。鬼傀の能力は“爆炎”。萃魄を宿しており、粒子状になった鬼傀の一つ一つから放たれる爆炎で対象を爆砕する。その時に舞う鬼傀が羽のようであることから、「鳳頭のシュコウ」の異名を持つ。
自らの居城でカインたちを迎え討つ。破傀閃で鬼傀を破壊されて粉々になり、最後に心を取り戻して礼を言いながら雪と共に散った。
鳳煉華（ほうれんげ）
鬼傀から爆炎を放つ技。
ゲンギ
宰相兼参謀のような役に就いており、六旗将を取り仕切るなど、ライエンに次ぐ地位にいる。機道をライエンに授けた張本人。機道をもたらした理由は不明だが、ライエンに忠実に仕えていた。ライエンの行幸の際、彼の隣で待機しており、カインの破傀輪でライエンもろとも消滅した。
リクウ
色黒の青年で、冷静な性格。一定の空間を押し潰し、地面に大穴をあける能力を持つ。六旗将の中では唯一死亡が確認されていない。
トウジ
狐目の男で、丁寧語を使う。実はエンウンが化けており、本物は半年前、オウマによって倒された。その時に得た萃魄を、カインが宿している。
セキ
ショートヘアの女性。萃魄を使ってヨウガイを圧倒するが、エンウンが化けたトウジに弱点を暴かれ、ヨウガイの攻撃で倒された。
シオウ
鉄仮面を被った大柄な男。顔の左眼部分に萃魄を宿しており、エンウンが化けたトウジにその部分に手榴弾を投げ込まれ、爆死した。

#### その他
ギレイ
東方副将軍。シュコウの部下にあたる。冷静な態度をとっているが、性格はシュコウと同じほど残忍。いつ自爆するかわからないシュコウの監視役のような役割も務めていた。シュコウ亡き後は、本国へ帰郷し将軍の後釜に付く。足に鬼傀を宿している。六旗将リクウと同様、その後の生死は不明。
七星虹脚（しちせいこうきゃく）
ヨウガイの鬼傀と似たようなタイプだが、衝撃波を繰り出せるため、ヨウガイより強力。城一つを容易く破壊できるほどである。
イルパ
電磁ムチのような鬼傀を使う機道士。弟思いな性格。シュコウの部下であるが、彼にモロウを「弱い」と侮辱されるなどしたことから、彼を憎んでいる。ヤンと共にメイファを捕えて拷問するが、駆けつけたヨウガイに鬼傀を破壊された。
ヤン
イルパの弟の機道士。兄には従順。口癖は「…あァ そうだな」。イルパと共にヨウガイに倒される。
モロウ
ヤンのさらに下の弟。生命をいたぶることを趣味とする。鎖を武器とし、リュウギ師の下へ向かったカインを追跡、リュウギ師を殺害したが、カインの怒りにふれ、破傀掌で倒されてしまう。「蘇信鏡」と呼ばれる通信用の首飾りをつけており、やられた後、これがシュコウの下へと渡り、カインの手の内が明らかとなった。
ゴガイ
メイファの村を支配していた機道士。常に敬語を使う。砲門のような鬼傀を腕に搭載している。本国から離れている場所での統治をいいことに暴政を敷いていた。カインの破傀掌で、鬼傀を破壊される。
チンイ
爪のような鬼傀を使う機道士。人質を取りカインを捕縛しようとしたが、切断されやカインの右腕（磁力で手繰り寄せた）と左ストレートを同時にくらい倒された。

### 繕軀師
リュウギ
右腕の修復のためにカインが訪ねた繕軀師。ルゥランのただ一人の保護者で、病に蝕まれ長くなかった。モロウの鎖で胸を貫かれ、それがもとで亡くなる。
ルゥラン
鬼傀を修復することが出来る、繕軀師の鬼傀を持つ少女。両親を煉軍に殺され、リュウギ師が保護者となっていた。いつも人形を抱いている。リュウギ師の死後、「虎藩」のメンバーとなり、カインらと共に戦うことを決意する。

## 書誌情報

### 単行本
1. 嫌われ者 2005年9月7日、ISBN 4-08-873866-7
2. 再会 2005年12月7日、ISBN 4-08-873897-7
  - 読み切り『賈允-KAIN』が収録されている。
3. 父上 2006年3月8日、ISBN 4-08-874032-7
  - 読み切り『FOREST』が収録されている。

### 読み切り

#### 賈允-KAIN-
『カイン』第2巻に収録されている。本作品が連載される一年前の『週刊少年ジャンプ』2004年25号に掲載された。主人公の軍師・賈允（かいん）が知略を巡らして悪党を退治する内容となっており、連載版の中心的要素である鬼傀は一切出てこない。また、本作で使用された用語やキャラクターは一部連載版にも流用されている。

#### FOREST
『カイン』第3巻に収録されている。『週刊少年ジャンプ』2006年6・7合併号に掲載された。盗賊と森に住む少女の心温まる交流を描く。当初は『赤マルジャンプ』用の読み切りとして製作されていたが、『週刊少年ジャンプ』本誌への掲載に変更された。